# 永瑢

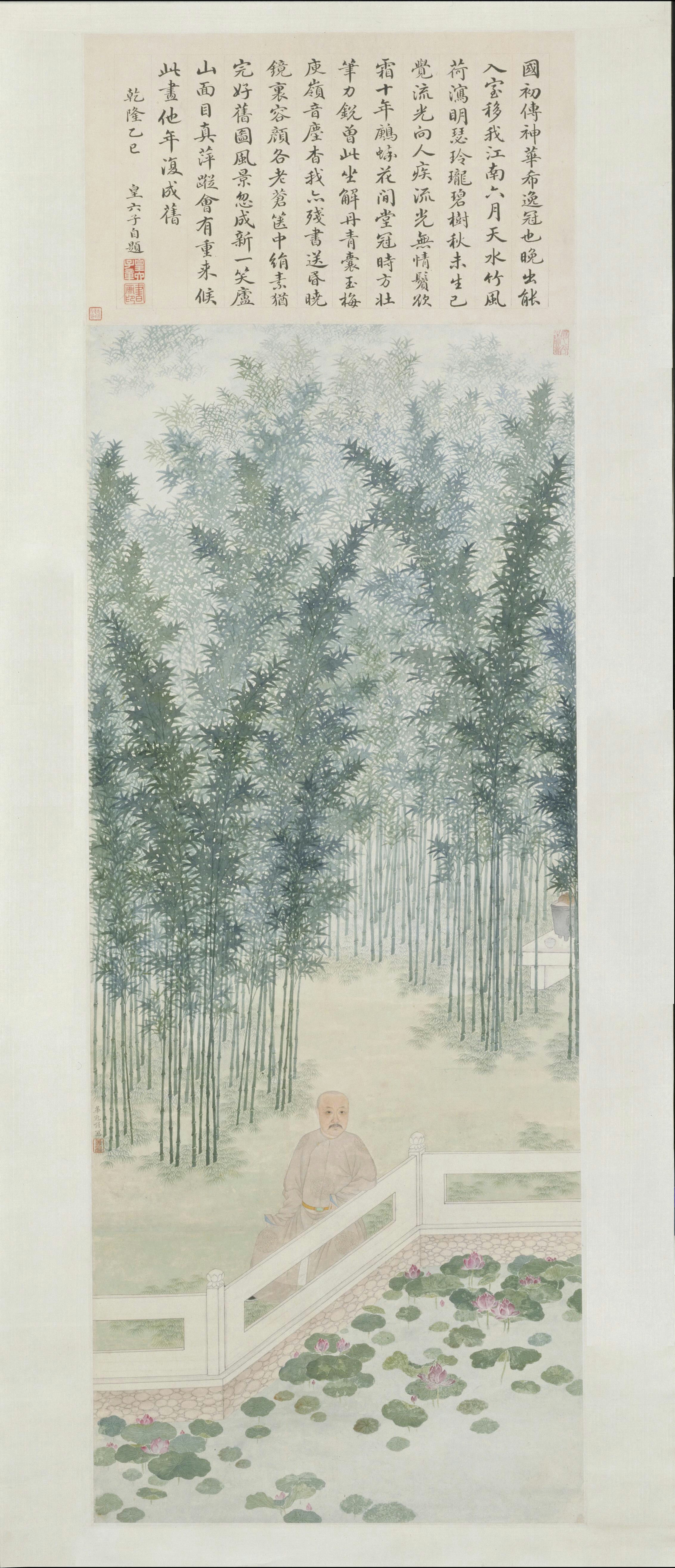
华冠绘永瑢像（北京故宫博物院藏）

永瑢（穆麟德轉寫：yung iong，1744年1月28日—1790年6月13日），號九思主人，又號西園主人，爱新觉罗氏，清高宗乾隆帝第六子，清朝質莊親王。

## 生平
乾隆八年（1744年）十二月十四日於碧桐书院出生，生母為時為純妃的純惠皇貴妃蘇佳氏。乾隆九年十月，會計司郎中申琦等文開給赏六阿哥嬷嬷买奶母照例赏银七十九两。根據《雍和宮滿文檔案譯編》的記載，永瑢於乾隆九年十一月曾被稱為碧桐書院阿哥，位下的太監已知有王進忠和張進忠二人。乾隆十一年三月初九日，六阿哥种喜花。乾隆二十三年《内务府奏案》中，已記載永瑢曾於該年十月初三日及十月二十三日兩度往慎郡王府去，顯示高宗对皇子继承爵位之事早有一番考虑和安排。乾隆二十四年（1759年）十二月，永瑢出繼為慎靖郡王允禧孫，被封為貝勒。
乾隆二十八年十月二十六日总管内务府的奏折有以下記載：「每年所得俸银俸米房租地租当铺利银共一万二千八百六十余两，每年府内祭祀并慎靖郡王福晋侧福晋等暨阿哥福晋等公费分例饭食茶水煤炭以及阿哥出外雇觅车辆盘费等项一年约共用银一万五千五百余两。除将一年所进银两应用外，仍不敷银二千六七百两」、「又查六阿哥虽已分封，现今在内读书，一应饭食并出外马匹弓箭等项系照内廷众阿哥之例办理。今府中用度尚且不足，若将来一切官项裁减后，诸凡内府自备，则计其进项更属不敷。」高宗命人將内务府名下一間有着本利銀二萬四千八百零八兩二錢六分八厘三毫的当铺「庆春當」赏予永瑢。
乾隆三十七年（1772年），進封質郡王。乾隆五十四年（1789年），再晉為質親王。乾隆五十五年（1790年）五月初一日，永瑢薨逝，諡號為「莊」。
永瑢善於詩文和繪畫，又兼通天算，任四库全书馆总裁。与礼部尚书德保 (清朝)、礼部侍郎鄒奕孝等主修四库全书本《欽定詩經樂譜全書》。

## 家族

### 妻妾
- 嫡福晋沙濟富察氏，參將富謙之女，乾隆帝孝賢純皇后之侄女，生二子二女。生於乾隆十年五月十四日未時，乾隆二十四年指婚配與永瑢，乾隆二十五年三月成婚。乾隆二十七年四月，乾隆帝發現純惠皇貴妃金棺發送時，六阿哥福晉沒有到場甚屬失禮，著勒令六阿哥將其未到場的緣由詳細地奏上[1]，閏五月乾隆帝將涉事內廷大臣各罰俸九個月。乾隆三十七年二月二十四日，永瑢向乾隆帝敘述福晉被毒害之事，福晉的使喚女子靈格告稱，女子玉棠、香格、梅花三人，因為福晉久病而偷竊頗多福晉的衣服和首飾，又先後命太監長福和李進熙購買巴豆丸，摻於福晉的食物內，使福晉肚瀉四次，後又欲購買鹵水毒死福晉，惟事件早一步被揭發[2]。乾隆三十七年三月十九日，福晉病重，由內庫賞銀以備辦理後事[3]。
- 繼福晉鈕祜祿氏，鑾儀使達福之長女，母為二等護衛瑚色里之女瓜爾佳氏、內閣學士富森布之女瓜爾佳氏、護軍統領金珠之孫女費莫氏，二妹適杭州將軍穆爾泰之子一等男長庚，三妺適宗室鳳凰城城守尉英靈之子德崇阿。鈕祜祿氏在嫡福晉被毒殺後，成為永瑢的繼福晉，生二子一女。道光元年，因福晉病故，著加恩派大阿哥奠醊，並且賞銀一千兩辦理其喪事[4]。
- 側福晉趙氏，游擊趙宗浩之女。乾隆四十八年九月行初定禮，十月行成婚禮，趙氏時年二十三歲。
- 妾尤氏，尤大之女，亦稱作使女[5]，生一子二女。
- 妾景氏，員外郎達春之女。
- 妾耿氏，生一子。

### 兒子
- 第一子綿聰：乾隆三十一年丙戌二月十二日寅時生，母嫡福晉富察氏參將富謙之女。四十五年庚子七月十六日戌時卒，年十五歲。嫡妻伊爾根覺羅氏，大學士三寶之女，未婚，過門守節。
- 第二子綿愛：乾隆三十四年己丑正月十六日酉時生，母嫡福晉富察氏參將富謙之女。三十六年辛卯七月三十日戌時卒，年三歲。
- 第三子绵慈：乾隆三十五年庚寅十一月初五日未時生，庶母尤氏尤大之女。三十八年癸巳四月初三日戌時卒，年四歲。
- 第四子綿訫：乾隆四十年乙未七月十九日丑時生，母繼福晉鈕祜祿氏鑾儀使達福之女。四十二年丁酉十月二十六日寅時卒，年三歲。
- 第五子多羅質恪郡王綿慶：乾隆四十四年己亥五月初四日巳時生，母繼福晉鑾儀使達福之女。嘉慶九年甲子十月二十六日巳時薨，年二十六歲，謚曰恪。嫡福晉鈕祜祿氏，總督公和琳之女，側福晉伊爾根覺羅氏，德瑞之女。一子，第一子多羅貝勒奕綺。
- 第六子綿意：乾隆五十二年丁未三月二十五日子時生，庶母耿氏，五十七年壬子閏四月二十三日未時卒，年六歲。

### 女兒
- 第一女：乾隆三十一年二月初日辰時生，使女尤氏尤大之女所出，乾隆三十四年十月三十日亥時卒。
- 第二女：乾隆三十二年十二月十七日戌時生，嫡福晉富察氏所出，本年十二月二十日申時卒。
- 第三女：乾隆三十三年六月二十一日寅時生，使女尤氏尤大之女所出，乾隆三十五年閏五月十五日丑時卒。
- 第四女：乾隆三十五年八月十五日丑時生，嫡福晉富察氏所出，乾隆四十四年八月十一日巳時卒。
- 第五女縣主：乾隆四十一年七月十九日午時生，繼福晉鈕祜祿氏所出，乾隆五十年十一月選敖漢扎薩克郡王德欽為和碩額駙，乾隆五十七年十二月成婚。

### 孫
- 奕綺：道光五年（1825年），奕綺犯事，罰去俸祿。道光十九年（1839年），被削奪爵位。道光二十二年（1842年），奕綺逝世，道光帝遂恢復其封號。子孫襲爵循例依級別遞降，降至奉恩鎮國公世襲，不再降。

## 影視形象
- 延禧攻略：周義晟飾演
- 如懿傳：張津澤飾演